# Aldeanueva de la Serrezuela
Aldeanueva de la Serrezuela er en by og kommune i det centrale Spanien i provinsen Segovia. Den har et indbyggertal på 42 (2024) indbyggere.